# Assemblea nazionale (Laos)
L'Assemblea nazionale (in lao ສະພາແຫ່ງຊາດ, Sapha Heng Xat; in francese Assemblée nationale) è il parlamento unicamerale del Laos con sede nella capitale Vientiane.
Il Laos è uno stato monopartitico, con il Partito Rivoluzionario del Popolo Lao come unico partito legale nel paese.

## Storia

### Assemblea popolare suprema
Con la nascita della Repubblica Popolare Democratica del Laos nel 1975, il Congresso dei rappresentanti del popolo istituì l'Assemblea popolare suprema, formata da 45 membri di cui 4 erano donne. Il compito della I legislatura era di redigere una nuova costituzione per il Paese, costruire la solidarietà tra i gruppi etnici, rafforzare l'unità e adottare il primo piano quinquennale.
Le prime elezioni si svolsero il 26 marzo 1989 e la II legislatura constò di 79 membri, di cui 5 donne. L'Assemblea popolare emanò leggi per favorire l'apertura all'estero e la collaborazione con i Parlamenti esteri, diventando membro dell'Unione interparlamentare nel 1990. La legislatura realizzò la bozza finale della Costituzione, approvata il 14 agosto 1991, che decretò la conversione dell'Assemblea popolare suprema nell'Assemblea nazionale.

### Assemblea nazionale
Il 20 dicembre 1992, si svolsero le elezioni per la III legislatura (la I per l'Assemblea nazionale), con 85 membri tra cui 8 donne. Dal 1992 al 2016 compresi, sono state organizzate cinque elezioni. Nel 2011 fu eletta la prima donna come presidente dell'Assemblea nazionale.
Nel 2017 è stato inaugurato il nuovo edificio dell'Assemblea nazionale donato dal Vietnam.

## Descrizione
L'Assemblea nazionale è definita dalla costituzione del Laos come "la rappresentante dei diritti, dei poteri e degli interessi del popolo multietnico", con il diritto di prendere decisioni su problemi fondamentali del Paese e di vigilare sugli organi statali centrali.
I compiti principali dell'Assemblea sono:
- Preparare, adottare o modificare la Costituzione;
- Considerare, adottare, emendare o abrogare le leggi, i dazi e le tasse;
- Considerare e adottare i rapporti del governo sull'implementazione del bilancio dello Stato e dello sviluppo socioeconomico
- Eleggere o deporre il Presidente, il vicepresidenti e i membri del Comitato permanente dell'Assemblea nazionale, istituire o sciogliere i comitati dell'Assemblea nazionale, eleggere o rimuovere i presidenti e vicepresidenti dei comitati e il Direttore del gabinetto dell'Assemblea nazionale, istituire o sciogliere il Comitato parlamentare internazionale sulla base delle raccomandazioni del Comitato permanente;
- Eleggere o deporre il Presidente e il vicepresidente del Laos sulla base delle raccomandazioni del Comitato permanente;
- Considerare e approvare la proposta di nomina o rimozione del Primo ministro sulla base delle raccomandazioni del Presidente dello Stato
- Considerare e approvare la struttura organizzativa del governo e la nomina, il trasferimento o la rimozione dei membri del governo sulla base delle raccomandazioni del Primo ministro;
- Eleggere o deporre il presidente della Corte suprema del popolo e il Procuratore generale supremo su raccomandazione del presidente dello Stato;
- Decidere sull'istituzione o lo scioglimento di ministeri e organizzazioni equivalenti, province e città e determinare i confini di province e città sulla base della raccomandazione del Primo Ministro;
- Decidere sulla concessione di amnistie;
- Decidere sulla ratifica di trattati e accordi firmati con paesi stranieri in conformità con le leggi;
- Decidere su questioni di guerra o di pace;
- Supervisionare l'osservanza e l'attuazione della Costituzione e delle leggi, le risoluzioni della sessione dell'Assemblea Nazionale e del suo Comitato permanente, il piano di sviluppo socioeconomico, il bilancio dello Stato e progetti di rilevanza nazionale;
- Annullare gli atti legali del governo, del Primo ministro, della Corte Suprema del Popolo e dell'Ufficio del Procuratore supremo (solo quegli atti legali non correlati a procedimenti giudiziari), del Fronte del Laos per la Costruzione Nazionale e delle organizzazioni di massa a livello centrale che non sono coerenti con la Costituzione e le leggi;
- Prendere decisioni in materia di collegamento e cooperazione con i parlamenti e le organizzazioni internazionali a livello regionale e internazionale.

L'Assemblea nazionale viene eletta a suffragio universale ogni cinque anni ed entro sei giorni dal termine della legislatura. In caso di guerra o altre circostanze, l'Assemblea uscente può posticipare la fine della propria legislatura ma deve indire le elezioni entro sei mesi dal ritorno alla normalità. Se richiesto da almeno due terzi di tutti i parlamentari, l'Assemblea uscente può indire le elezioni prima del termine della legislatura.
Le risoluzioni dell'Assemblea nazionale sono valide solo quando votate da oltre la meta dei membri presenti nella sessione, tranne nei casi previsti dagli articoli 54, 66 e 97 della Costituzione.
Gli emendamenti alla Costituzione possono essere effettuati solo dall'Assemblea nazionale in sessione, e ogni emendamento deve avere i voti favorevoli di almeno due terzi del totale dei parlamentari.

### Sessioni
L'Assemblea nazionale si riunisce in tre tipi di sessioni:
- La sessione d'apertura viene convocata non più di sei giorni dopo l'elezione della nuova Assemblea e con la presenza del Presidente uscente;
- La sessione ordinaria viene convocata dal Comitato permanente due volte all'anno: la prima alla fine dell'anno fiscale tra giugno e luglio, e la seconda all'inizio dell'anno fiscale tra novembre e dicembre;
- La sessione straordinaria può essere convocata tra le due sessioni ordinarie per decidere e discutere su problemi importanti, su richiesta del Comitato permanente dell'Assemblea nazionale, del Presidente dello Stato, del Primo ministro o di almeno un quarto del totale dei membri dell'Assemblea nazionale.

Le sessioni possono essere convocate solo con la presenza di oltre la metà del totale dei membri dell'Assemblea nazionale.

### Comitato permanente
L'Assemblea nazionale elegge un Comitato permanente formato dal presidente e vicepresidente dell'Assemblea nazionale (che diventano anche presidenti del comitato) e da altri membri. Il Comitato permanente svolge le funzioni dell'Assemblea nazionale quando non è riunita in sessione. Tra i compiti principali vi sono:
- Preparare le sessioni dell'Assemblea nazionale e garantire l’implementazione del suo piano da parte della stessa;
- Interpretare e spiegare le disposizioni della Costituzione e delle leggi;
- Supervisionare le attività degli organi esecutivi, delle corti popolari e dell'ufficio del procuratore quando l'Assemblea nazionale non è in sessione
- Nominare, trasferire o rimuovere giudici delle corti popolari a tutti i livelli e delle corti militari;
- Riunire l'Assemblea nazionale in sessione.

### Comitati
L'Assemblea nazionale istituisce dei propri comitati per considerare le bozze di legge e degli editti presidenziali da sottoporre al Comitato permanente e al Presidente dello Stato. I comitati assistono l'Assemblea nazionale e il suo Comitato permanente nella supervisione delle attività degli organi esecutivi, dei tribunali popolari e dell'Ufficio del procuratore. Il numero dei comitati non è fisso.

## Membri
I membri dell'Assemblea nazionale possono interpellare il primo ministro o altri membri del governo, il presidente della Corte popolare suprema e il Procuratore pubblico supremo, e le persone interpellate devono fornire risposte orali o scritte alla sessione dell'Assemblea nazionale.
I legislatori possiedono un'immunità e non possono essere portati a processo o detenuti senza l'approvazione dell'Assemblea nazionale o del Comitato permanente. In casi gravi o urgenti, l'organizzazione che ha detenuto il parlamentare deve immediatamente notificare l'Assemblea nazionale o il Comitato permanente e discutere le possibili azioni future. Le indagini non possono essere attuate così se vi è l'intenzione di impedire la partecipazione di un membro alle sessioni dell'Assemblea nazionale.

## Numero di seggi
Il numero dei seggi dell'Assemblea nazionale è aumentato in ogni elezione, passando da 85 nel 1992 a 149 seggi nel 2016.
| Anno | Seggi | Variazione | Fonti        |
| ---- | ----- | ---------- | ------------ |
| 1975 | 45    | -          | [ 3 ]        |
| 1992 | 85    | 40         | [ 3 ] [ 20 ] |
| 1997 | 99    | 14         | [ 3 ] [ 21 ] |
| 2002 | 109   | 10         | [ 22 ]       |
| 2006 | 115   | 6          | [ 23 ]       |
| 2011 | 132   | 17         | [ 24 ]       |
| 2016 | 149   | 17         | [ 25 ]       |
| 2021 | 164   | 15         | [ 4 ]        |